# Christian Eckenweber
Christian Eckenweber (* 18. April 1985 in Mannheim) ist ein deutscher Volleyball- und Beachvolleyballspieler.

## Karriere

### Hallen-Volleyball
Christian Eckenweber spielte von 2010 bis 2014 in der 2. Bundesliga beim TuS Durmersheim. Nach dem Aufstieg mit dem TSV Speyer startete er in der Spielzeit 2020/21 in der Dritten Liga Süd.

### Beachvolleyball
Auf der nationalen Smart Beach Tour startete Eckenweber 2007 an der Seite von Stefan Schneider, 2008 mit Tim Wacker, 2009/10 mit Lukas Lampe und 2018 mit Lucas Wenz.
2007 wurde er mit Stefan Schneider Deutscher Hochschulmeister in Freiburg im Breisgau.
Am 7. März 2020 errang er mit Manuel Harms, Tim Kreuzer und Lucas Wenz den 3. Platz bei den Deutschen Snowvolleyball-Meisterschaften in Oberstaufen.
Beim Deutschen Mixed Beach Cup errang er 2016 mit Julia Schröder den dritten Platz und 2018 bei der offenen Rheinland-Pfälzischen Landesmeisterschaft mit Britta Büthe den zweiten Platz.